# E-1 (Westjordanland)

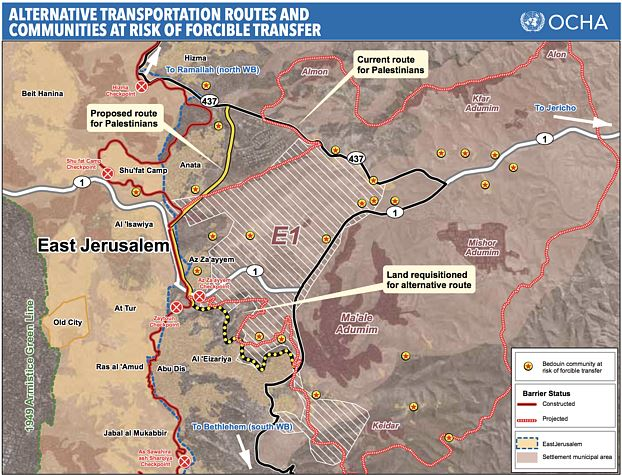
Karte von E-1

E-1 (hebräisch: מְבַשֶּׂרֶת אֲדֻמִּים) ist ein Gebiet im Westjordanland, östlich von Ostjerusalem. Es erstreckt sich über eine Fläche von 12 Quadratkilometern. Im Jahr 2012 erklärte der israelische Premierminister Benjamin Netanjahu seine Absicht, E1 für den Siedlungsbau freizugeben.
Im August 2025 wurden Pläne für den völkerrechtswidrigen Bau einer Siedlung mit 3400 Häusern genehmigt.